# Kensington Palace
Il Palazzo di Kensington è una delle più importanti residenze reali inglesi presso Londra. Può vantare tra i suoi illustri ospiti la Regina Vittoria che vi nacque nel 1819 e che fu battezzata nella stanza della Cupola nonché l'ultima sovrana a risiedervi prima del trasferimento a Buckingham Palace. Ancora oggi alcuni membri della famiglia reale abitano al suo interno, usufruendo delle dépendance dietro il giardino d'inverno situato alla destra della facciata. Sir Christopher Wren apportò modifiche al palazzo originale dopo che Guglielmo III della casa d'Orange-Nassau e Maria II lo acquistarono per adibirlo a residenza di campagna. Ivi morì re Guglielmo nel 1702.
Di grande importanza storica, il palazzo è in mattoni a vista, con 4 piani e lunghe finestre rettangolari; gli arredi sono tutti originali ed il giardino adiacente al palazzo conserva ancora le forme del 1705.
Attualmente dimorano al palazzo o nelle sue dipendenze il principe di Galles, sua moglie e i loro figli, il duca di Kent e sua moglie, il duca di Gloucester e sua moglie, il principe Michael e sua moglie. Hanno dimorato nel palazzo anche Diana, Principessa del Galles dopo il divorzio e il principe Harry prima del matrimonio. Sono comunque visitabili gli appartamenti della Regina Vittoria (con la galleria di ritratti della casa reale) e le collezioni di abiti cerimoniali; e degli abiti della Principessa di Galles, Lady Diana.

## Storia

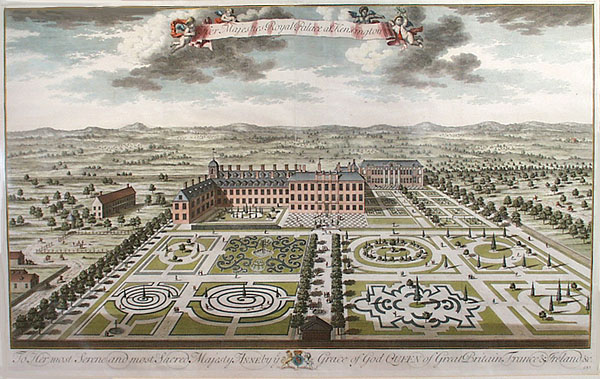
Kensington Palace visto dai parterres di sud-est, incisione di Jan Kip, 1724.

l'originale costruzione risaliva al XVII secolo e venne costruita nell'allora villaggio di Kensington (poi inglobato dall'espansione della città di Londra), col nome di Nottingham House per il conte di Nottingham. Quest’ultimo la fece realizzare per suo figlio, segretario di stato di Guglielmo III, il quale però poi la vendette nel 1689 allo stesso sovrano il quale, sofferente d'asma, desiderava una residenza vicina a Londra ma lontana dall'aria fumosa della capitale. Fu a questo punto che venne costruita la strada privata che conduce dal palazzo all'Hyde Park Corner, parte della quale sopravvive ancora oggi in Rotten Row.
Il palazzo venne esteso per opera di Sir Christopher Wren con la realizzazione di due padiglioni nei pressi di ciascun lato del mastio centrale della costruzione, costruendo tra l'altro gli Appartamenti Reali e il grande scalone, una camera di consiglio ed una cappella. La nuova casa aveva la facciata orientata verso ovest e come tale vennero erette anche due ali laterali a formare la corte d'onore avente un ingresso arcato sormontato da una torre con orologio. Dal momento che essa era più che altro un ritiro domestico, prese il nome di Kensington House, mentre la qualifica di Palace gli pervenne in seguito. La casa era inoltre circondata da grandi estensioni di terreno coltivato, il che forniva anche frutta e verdura alla corte.

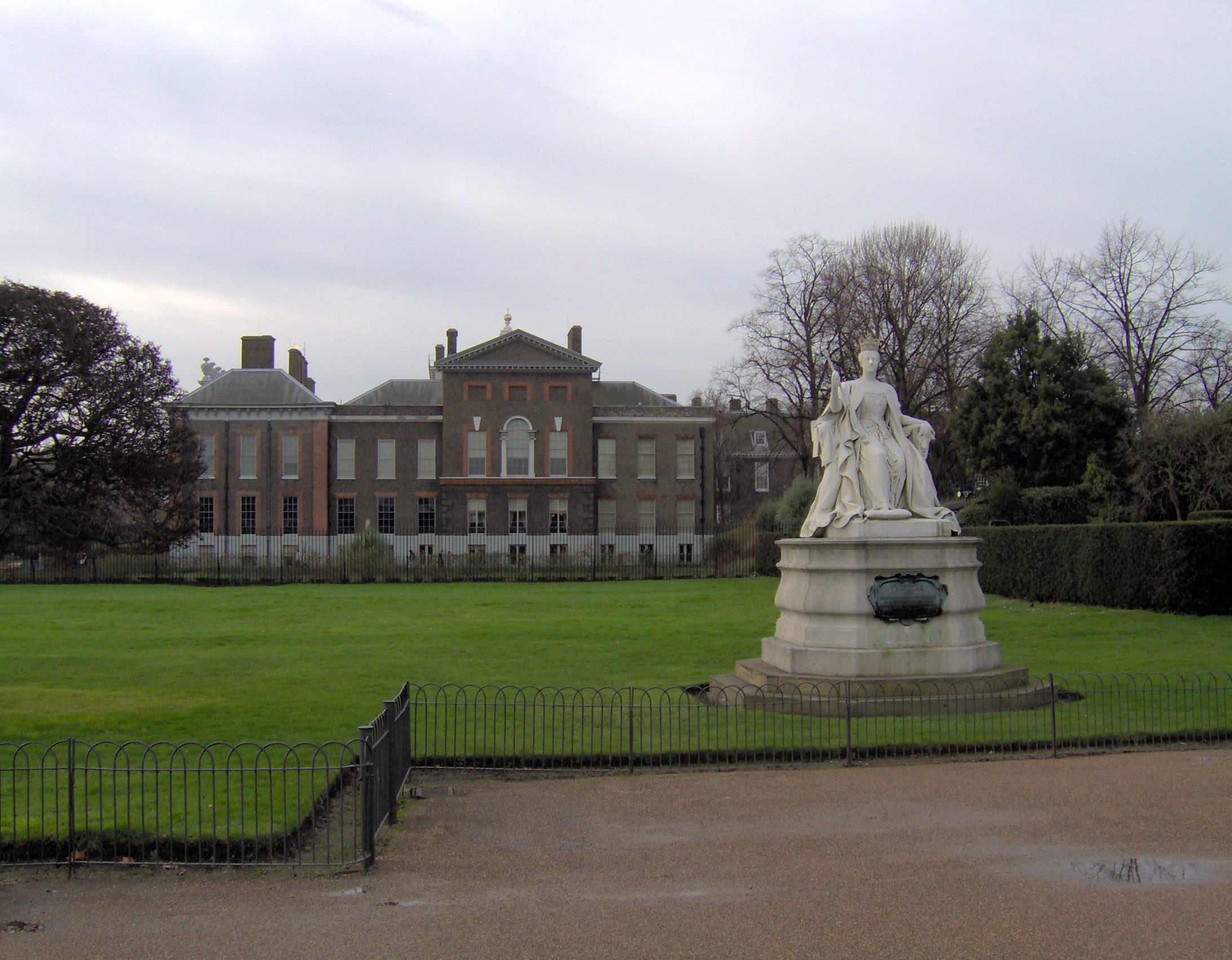
Kensington Palace e la statua della regina Vittoria

Per settant'anni, Kensington Palace fu la residenza estiva favorita dei re inglesi, anche se la sede ufficiale della corte rimase al St. James's Palace. Maria II d'Inghilterra morì a Kensington Palace di morbillo nel 1694. Nel 1702 il consorte Guglielmo III, come conseguenza di una caduta da cavallo a Hampton Court, venne ricoverato a Kensington Palace in degenza, morendovi poco dopo. Alla morte di Guglielmo III, il palazzo divenne residenza della regina Anna. Sir John Vanbrugh disegnò per lei l'Orangerie nel 1704 oltre al magnifico giardino alla francese con parterres barocchi di 121000 m² realizzato da Henry Wise.

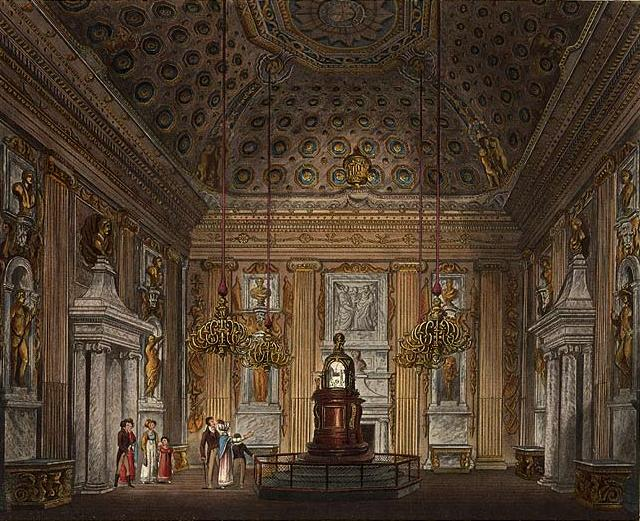
La Sala della Cupola, in un disegno di William Kent del 1722: il monumentale orologio musicale che suonava musiche di Handel, Corelli e Geminiani, si trova ancora nella stanza.

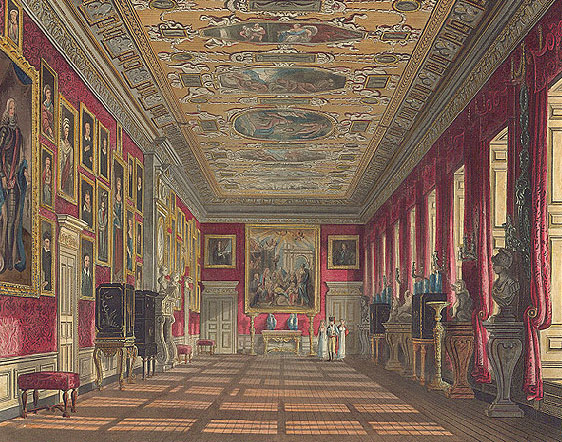
La Galleria del Re a Kensington Palace dal volume The History of the Royal Residences di W.H. Pyne (1819).

Giorgio I fece fare alcuni lavori a partire dal 1718 commissionando a William Kent la pittura dello scalone d'onore e dei soffitti di alcune sale. Nel 1722 fu sempre Kent a disegnare la Sala della Cupola, la principale sala di rappresentanza del palazzo, contraddistinta appunto dal tipico soffitto a cupola; nel 1819 questa stessa stanza fu il luogo ove venne battezzata la principessa Alessandrina Vittoria (la ben nota regina Vittoria del Regno Unito), che qui era nata, nell'appartamento del duca e della duchessa di Kent (attuale North Drawing Room).
L'ultimo monarca regnante a risiedere stabilmente a Kensington Palace fu Giorgio II. Per volere della sua consorte, Charles Bridgeman cancellò completamente i vecchi parterres barocchi e rimodellò i giardini facendo loro assumere le forme attuali: l'unica parte rimanente dei vecchi giardini è oggi The Serpentine, la Round Pond ed il Broad Walk.

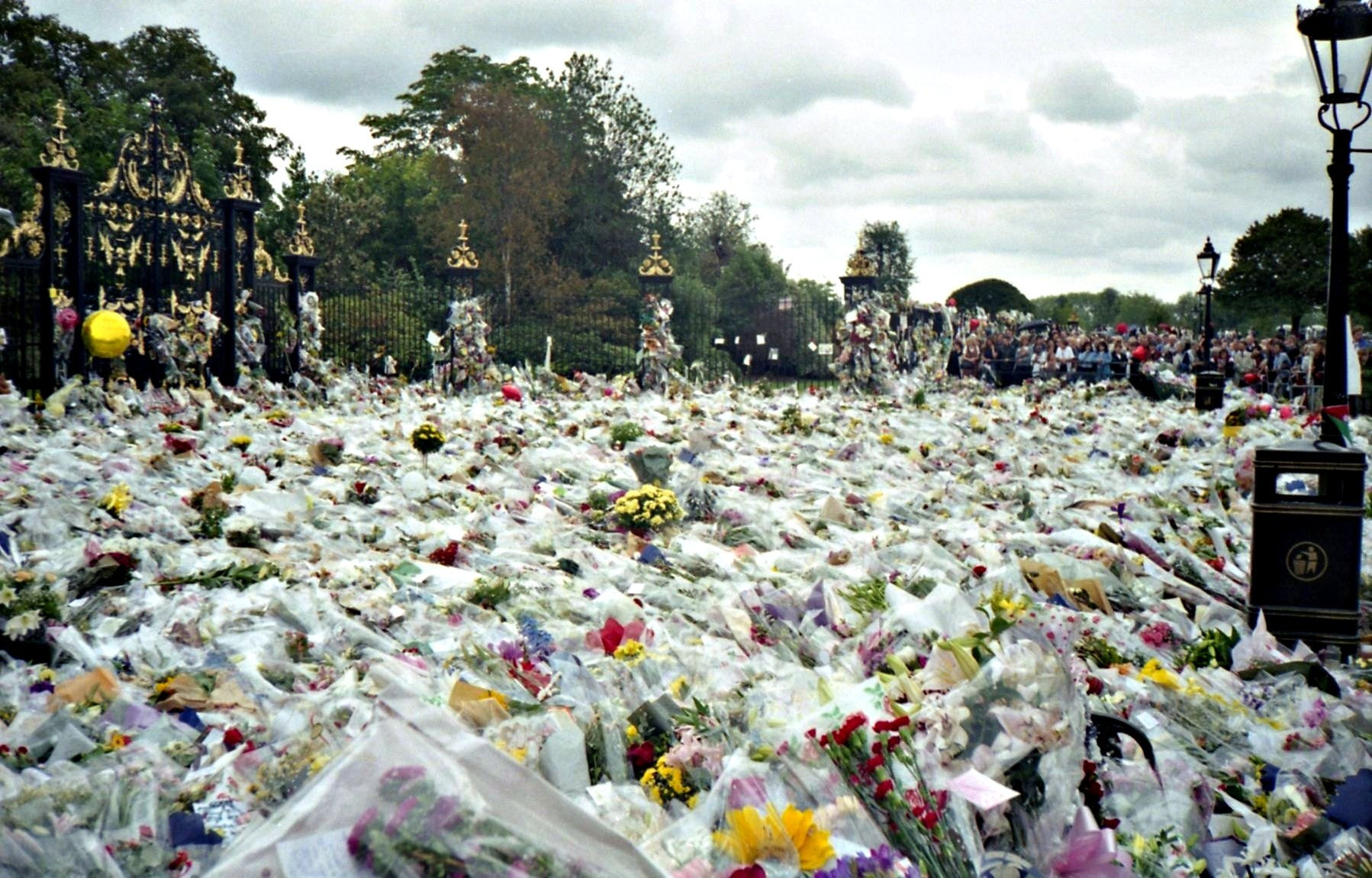
Fiori lasciati fuori dai cancelli di Kensington Palace in occasione dei funerali della principessa Diana

Dopo la morte di Giorgio II nel 1760, il Kensington Palace venne utilizzato solo per la famiglia reale, tra cui la figlia minore del duca di Kent, futura regina Vittoria. La regina Mary nacque a Kensington Palace nel 1867. I suoi genitori, il duca Francesco e la duchessa Maria Adelaide di Teck, risiedevano stabilmente nel palazzo.
Nel 1981, gli appartamenti 8 e 9 vennero combinati per creare la residenza londinese del principe e della principessa di Galles, Carlo e Diana, da poco sposati. La coppia mantenne questa casa come propria residenza ufficiale fino alla morte della principessa Diana, anche dopo la separazione della coppia. I principi William e Henry hanno frequentato la locale scuola a Notting Hill, a pochi minuti dalla residenza.
Nel 2008 è stato annunciato che per continuare a risiedere a palazzo, nell'appartamento 10, il principe Michael di Kent e sua moglie dovranno pagare una somma di 120 000 sterline all'anno d'affitto (il loro appartamento comprende cinque camere da letto, cinque sale di ricevimento), rispetto alle 70 sterline a settimana che dovevano pagare in precedenza. Essi hanno preso dimora a palazzo dal 1979, dopo il loro matrimonio. Altri membri della famiglia reale che attualmente risiedono a palazzo sono il duca e la duchessa di Gloucester.
È diventata la residenza ufficiale dei principi di Galles William e Catherine.